# Петровка (Азовский район)
Петровка — хутор в Азовском районе Ростовской области.
Входит в состав Новоалександровского сельского поселения.

## География
Расположен в 15 км (по дорогам) юго-восточнее районного центра — города Азова.
Хутор находится на левобережье реки Кагальник.

### Улицы
- ул. Гоголя,
- ул. Лескова,
- ул. Свободы,
- ул. Социалистическая,
- ул. Стахановская,
- ул. Чехова.

## История
Территория Ростовской области была заселена еще в эпоху неолита. Люди, живущие на древних стоянках и поселениях у рек, занимались в основном собирательством и рыболовством. Степь для скотоводов всех времён была бескрайним пастбищем для домашнего рогатого скота. От тех времен осталось множество курганов с захоронениями  жителей этих мест. Курганы и курганные группы находятся на государственной охране.
Поблизости от территории хутора Петровка Азовского района расположено несколько достопримечательностей – памятников археологии. Они охраняются в соответствии с Федеральным законом от 25.06.2002 N 73-ФЗ "Об объектах культурного наследия (памятниках истории и культуры) народов Российской Федерации", Областным законом от 22.10.2004 N 178-ЗС "Об объектах культурного наследия (памятниках истории и культуры) в Ростовской области", Постановлением Главы администрации РО от 21.02.97 N 51 о принятии на государственную охрану памятников истории и культуры Ростовской области и мерах по их охране и др. 
- Одиночный курган «Петровка - 5 », находится на юго-востоке села Петровка.
- Одиночный курган «Петровка - 6 », находится на расстоянии около 350 метров на юго-востоке от села Петровка.
- Одиночный курган «Петровка - 7 », находится на расстоянии около 1500 метров на юго-востоке от села Петровка.[3].

## Население
| 1989 | 2002 | 2010 |
| ---- | ---- | ---- |
| 128  | ↘118 | ↗133 |

### Известные люди
В хуторе родился Бугаенко, Дмитрий Никитович — Герой Социалистического Труда.